# Volpino Italiano
Der Volpino Italiano ist eine von der FCI anerkannte italienische Hunderasse (FCI-Gruppe 5, Sektion 4, Standard Nr. 195).
Kleiner (bis 30 cm), typisch aussehender Spitz. Der Volpino Italiano hat sich in Italien entwickelt und unterscheidet sich durch einen gewölbteren Schädel und längere Ohren von anderen Spitz-Rassen. Sein Haar ist immer glatt lang, gerade abstehend, was den Hund sehr voluminös erscheinen lässt, in weiß oder rot; champagnerfarben wird er nicht gerne gesehen. Die Ohren sind klein, dreieckig, aufrecht. Seine Rute wird immer auf dem Rücken gerollt getragen.